# 진가초등학교 모가분교
진가초등학교 모가분교는 대한민국 경기도 이천시 모가면 신갈리 165-2에 있었던 공립 초등학교이다.

## 학교 연혁
- 1921년 6월 15일 신갈공립보통학교 개교(설립인가 3월 31일)
- 1938년 4월 1일 모가공립심상소학교로 개칭
- 1939년 4월 1일 6년제로 개편
- 1941년 4월 1일 모가공립국민학교로 개칭
- 1981년 3월 1일 병설유치원 개원
- 1994년 3월 1일 마옥국민학교 모가분교장 격하 편입
- 1996년 3월 1일 마옥초등학교 모가분교장으로 개칭
- 2001년 3월 1일 진가초등학교 모가분교장으로 이관
- 2010년 2월 28일  폐교, 진가초등학교로 통합